# كبلر-80
كيبلر 80 (بالإنجليزية: Kepler-80)‏ الذي يرمز له بالرمز 2MASS J19442701+3958436، هو نجم، في كوكبة الدجاجة (كوكبة).

## الاكتشاف
.